# 馬來亞小毒鮋
馬來亞小毒鮋（学名：Leptosynanceia asteroblepa）為輻鰭魚綱鮋形目鮋亞目毒鮋科的其中一種，為熱帶魚類，分布於印度太平洋區，從印度支那至新幾內亞、澳洲淡水、半鹹水及海域，體長可達23公分，棲息在底層水域，生活習性不明，具有毒性。